# Ringsberg
Ringsberg (duń. Ringsbjerg) – miejscowość i gmina w Niemczech w kraju związkowym Szlezwik-Holsztyn, w powiecie Schleswig-Flensburg, wchodzi w skład Związku Gmin Langballig.